# 1993년 텔레비전 애니메이션 목록
다음은 1993년에 방송된 텔레비전 애니메이션이다.

## 대한민국
| 제목               | 화수 | 방송 기간                           | 채널 | 비고                           |
| ------------------ | ---- | ----------------------------------- | ---- | ------------------------------ |
| 빛돌이 우주 2만리  | 1    | 1993년 1월 23일                     | SBS  | 파일럿판 한국·미국·프랑스 합작 |
| 꿈돌이             | 13   | 1993년 6월 24일 ~ 9월 23일          | MBC  | 2기 한국·미국 합작             |
| 마법사의 아들 코리 | 13   | 1993년 6월 25일 ~ 9월 17일          | KBS2 |                                |
| 펭킹 라이킹        | 13   | 1993년 10월 18일 ~ 1994년 1월 17일  | MBC  | 2기                            |
| 빛돌이 우주 2만리  | 16   | 1993년 10월 22일 ~ 1994년 2월 4일   | SBS  | 1기 한국·미국·프랑스 합작      |
| 초롱이의 옛날여행  | 52   | 1993년 10월 22일 ~ 1994년 10월 21일 | KBS2 |                                |

## 일본
| 제목                               | 화수 | 방송 기간 | 채널       | 비고 |
| ---------------------------------- | ---- | --------- | ---------- | ---- |
| 요술소녀                           |      | 1993년    | 니혼TV     |      |
| 왈가닥 작은 아씨들                 |      | 1993년    | 후지TV     |      |
| 무책임함장 다이라                  |      | 1993년    | 세토우치TV |      |
| 용사특급 마이트가인                |      | 1993년    | 나고야TV   |      |
| 열혈최강 고우자우라                |      | 1993년    | 도쿄TV     |      |
| 달의 요정 세일러문 R               |      | 1993년    | 아사히TV   |      |
| 기동전사V 건담                     |      | 1993년    | 아사히TV   |      |
| 포코냥                             |      | 1993년    | NHK        |      |
| 공룡혹성                           |      | 1993년    | NHK교육    |      |
| 질풍! 아이언리거                   |      | 1993년    | 도쿄TV     |      |
| YAIBA                              |      | 1993년    | 도쿄TV     |      |
| 닌타마 란타로                      |      | 1993년    | NHK교육    |      |
| 고스트스위퍼 미카미                |      | 1993년    | 아사히TV   |      |
| 바다가 들린다                      |      | 1993년    | 니혼TV     |      |
| 드래곤 리그                        |      | 1993년    | 후지TV     |      |
| 산초메의 다마 우리 다마 모르십니까 |      | 1993년    | TBS        |      |
| 루팡 암살지령                      |      | 1993년    | 니혼TV     |      |
| 무카무카 파라다이스                |      | 1993년    | TBS        |      |
| 우리집 쇼콜라                      |      | 1993년    | 후지TV     |      |
| 즐거운 우이로타운                  |      | 1993년    | 도쿄TV     |      |
| 정글 대제 다짱♡                    |      | 1993년    | 도쿄TV     |      |
| 헤이세이 개 이야기 바우            |      | 1993년    | 아사히TV   |      |
| 슬램 덩크                          |      | 1993년    | 아사히TV   |      |
| 푸른 전설 슛                       |      | 1993년    | 후지TV     |      |
| 맛의 달인 미일 쌀전쟁              |      | 1993년    | 니혼TV     |      |
| 시마시마토라의 시마지로            |      | 1993년    | 도쿄TV     |      |

## 참고 문헌
- 야마구치 야스오 (2005). 《일본 애니메이션 역사》. 미술문화. 243-244쪽.